# Gran Hermano VIP
Gran Hermano VIP (também conhecido pela sigla GH VIP) é um programa de televisão no formato de reality show espanhol transmitido pela Telecinco, e produzido pela Endemol. Ele é a versão das celebridades do Gran Hermano e parte do franquia Big Brother desenvolvido pela primeira vez nos Países Baixos. A primeira edição do programa foi transmitido em 2004.

## Visão geral
A mecânica do concurso é essencialmente o mesmo que o original Big Brother. Um número de diferentes participantes, celebridades, com diferentes graus de fama, estão presos juntos em uma casa, onde o público pode assistir e votar para tira-los de casa. Os participantes vivem em isolamento do mundo exterior em uma casa de construção personalizada com objetos do cotidiano, como geladeiras e um jardim. A casa também inclui câmeras e microfones na maioria dos quartos para gravar todas as atividades na casa. O único lugar onde os participantes podem ficar, longe dos outros competidores é no Quarto Diário, onde se pode confessar seus verdadeiros sentimentos. O vencedor é o último competidor que permanece na casa, e recebe um grande prêmio em dinheiro. Moradores são expulsos semanal durante todo o show pelo público.

## Estações do ano
| Série                        | Data de lançamento    | Data final          | Dias | Participantes | Vencedor         | Grande Prêmio | Média        |
| ---------------------------- | --------------------- | ------------------- | ---- | ------------- | ---------------- | ------------- | ------------ |
| Gran Hermano VIP: El Desafío | 22 de janeiro de 2004 | 30 de março de 2004 | 69   | 12            | Marlène Mourreau | €60,000       | 4.29 milhões |
| Gran Hermano VIP 2           | 6 de janeiro de 2005  | 17 de março de 2005 | 71   | 13            | Ivonne Armant    | €60,000       | 3,97 milhões |
| Gran Hermano VIP 3           | 11 de janeiro de 2015 | 26 de março de 2015 | 75   | 15            | Belén Esteban    | €100.000      | 3,99 milhões |
| Gran Hermano VIP 4           | 7 de janeiro de 2016  | 14 de abril de 2016 | 99   | 18            | Laura Matamoros  | €100.000      | 2,94 milhões |
| Gran Hermano VIP 5           | 8 de janeiro de 2017  | 6 de abril de 2017  | 89   | 15            | Alyson Eckmann   | €100.000      | 2.45 milhões |